# Begovo Brdo
Begovo Brdo (serb. Бегово Брдо) ist ein serbisches Dorf in der Gemeinde Kruševac.
Das Dorf hat 526 Einwohner (Zensus 2002).